# Rủi ro tín dụng
Rủi ro tín dụng là ngôn từ thường được sử dụng trong hoạt động cho vay của ngân hàng hoặc trên thị trường tài chính. Đó là khả năng không chi trả được nợ của người đi vay đối với người cho vay khi đến hạn phải thanh toán. Luôn là người cho vay phải chịu rủi ro khi chấp nhận một hợp đồng cho vay tín dụng.
Bất kỳ một hợp đồng cho vay nào cũng có rủi ro tín dụng.

## Đánh giá rủi ro tín dụng
Đánh giá rủi ro tín dụng là công việc thuộc về các chuyên viên phân tích, chuyên viên kế toán và chuyên viên kiểm toán. Mức độ rủi ro cao hay thấp phụ thuộc vào nhiều yếu tố khách quan và chủ quan của mục đích vay vốn cũng như hoạt động của người vay vốn.

### Các yếu tố khách quan
Các yếu tố khách quan thường là những nhìn nhận ban đầu và tổng quát về triển vọng của dự án cần vay vốn. Nếu dự án có triển vọng thành công cao thì rủi ro tín dụng thấp và ngược lại. Các yếu tố này bao gồm:
1. Môi trường kinh tế: thị trường, đối thủ cạnh tranh, khả năng tiêu thụ...
2. Sự phát triển của ngành liên quan: nếu ngành liên quan đến dự án đang ở giai đoạn phát triển thì dự án có nhiều khả năng thành công. Ngược lại; nếu ngành liên quan đến dự án đang ở giai đoạn suy thoái và có nhiều công ty trong ngành làm ăn thua lỗ thì khả năng thành công của dự án là thấp.
3. Môi trường pháp lý: Luật bảo hiểm, luật lao động, luật cạnh tranh... là những điều khoản cần được quan tâm khi đánh giá một dự án.

### Các yếu tố chủ quan
Các yếu tố chủ quan có thể được hiểu là tính tin cậy của doanh nghiệp đi vay hay khả năng trả nợ của doanh nghiệp khi đến hạn. Nhân tố này được phân tích chủ yếu dựa vào các dữ liệu kế toán của doanh nghiệp.
1. Hiệu quả hoạt động hiện tại của doanh nghiệp: kết quả kinh doanh hàng quý và hàng năm của doanh nghiệp.
2. Các khoản tín dụng hiện tại và lịch sử của các khoản tín dụng quá khứ của doanh nghiệp: Nếu hiện tại doanh nghiệp đang có các khoản vay khác và có các khoản vay tín dụng quá hạn chưa được thanh toán hay doanh nghiệp có các khoản vay tín dụng đã được thanh toán nhưng thường quá hạn phải chi trả... thì tín tin cậy của doanh nghiệp là thấp, và việc cho doanh nghiệp vay tín dụng sẽ có rủi ro cao.
3. Khả năng tài chính của doanh nghiệp: được căn cứ dựa vào vốn tự có, các khoản cho vay, tài sản thế chấp, người bảo lãnh...Các ngân hàng có thể đánh giá mức rủi ro tín dụng trên cơ sở xác định tỷ lệ tổng vốn cần vay của doanh nghiệp/vốn tự có của doanh nghiệp. Nếu tỷ lệ này là cao thì rủi ro tín dụng cao, và ngược lại.
4. Tính thanh khoản cũng là một nhân tố ảnh hưởng đến rủi ro tín dụng. Dù doanh nghiệp có tình trạng kinh tế tốt nhưng nếu tính thanh khoản hay khả năng huy động tiền mặt không cao thì doanh nghiệp có nhiều khả năng phải thanh toán nợ quá hạn quy định. Điều này đồng nghĩa với việc doanh nghiệp có rủi ro tín dụng cao.

## Rủi ro tín dụng đối với các ngân hàng thương mại
Một trong những hoạt động chính của ngân hàng thương mại là hoạt động cho vay nên rủi ro tín dụng là một nhân tố hết sức quan trọng, đòi hỏi các ngân hàng phải có khả năng phân tích, đánh giá và quản lý rủi ro hiệu quả vì nếu ngân hàng chấp nhận nhiều khoản cho vay có rủi ro tín dụng cao thì ngân hàng có khả năng phải đối mặt với tình trạng thiếu vốn hay tính thanh khoản thấp. Điều này có thể làm giảm hoạt động kinh doanh thu lợi nhuận của ngân hàng, thậm chí phá sản. Vì thế bộ phận quản lý tín dụng và quản trị rủi ro là hai bộ phận không thể thiếu trong cơ cấu tổ chức của bất kỳ ngân hàng thương mại nào.